# Кимполунг
Кимпулунг, Довгопілля, Кимпулунг-Молдовенеск (рум. Câmpulung Moldovenesc) — місто у повіті Сучава в Румунії, що має статус муніципію.

## Розташування
Місто знаходиться на відстані 345 км на північ від Бухареста, 53 км на захід від Сучави.

## Історія
Давнє українське село Довгопілля південної Буковини. За переписом 1900 року в селі Кимполунг Кимполунгського повіту були 1687 будинків, проживали 8028 мешканців: 187 українців, 5 липованів, 4698 румунів, 1199 німців, 1654 євреї, 117 поляків та 16 осіб інших національностей.

## Населення
За даними перепису населення 2002 року у місті проживала 20 041 особа.
Національний склад населення міста:
| Національність   | Кількість осіб | Відсоток |
| ---------------- | -------------- | -------- |
| румуни           | 19704          | 98,3 %   |
| німці            | 114            | 0,6 %    |
| цигани           | 95             | 0,5 %    |
| українці         | 63             | 0,3 %    |
| угорці           | 32             | 0,2 %    |
| поляки           | 13             | 0,1 %    |
| євреї            | 9              | < 0,1 %  |
| італійці         | 3              | < 0,1 %  |
| росіяни-липовани | 1              | < 0,1 %  |
| турки            | 1              | < 0,1 %  |
| греки            | 1              | < 0,1 %  |

Рідною мовою назвали:
| Мова             | Кількість осіб | Відсоток |
| ---------------- | -------------- | -------- |
| румунська        | 19876          | 99,2 %   |
| німецька         | 49             | 0,2 %    |
| українська       | 48             | 0,2 %    |
| угорська         | 29             | 0,1 %    |
| циганська        | 25             | 0,1 %    |
| польська         | 4              | < 0,1 %  |
| італійська       | 3              | < 0,1 %  |
| єврейська (їдиш) | 2              | < 0,1 %  |
| турецька         | 1              | < 0,1 %  |

Склад населення міста за віросповіданням:
| Релігія                                       | Кількість осіб | Відсоток |
| --------------------------------------------- | -------------- | -------- |
| православні                                   | 18957          | 94,6 %   |
| п'ятдесятники                                 | 433            | 2,2 %    |
| римо-католики                                 | 304            | 1,5 %    |
| адвентисти                                    | 103            | 0,5 %    |
| баптисти                                      | 90             | 0,4 %    |
| греко-католики                                | 41             | 0,2 %    |
| юдеї                                          | 10             | < 0,1 %  |
| реформати                                     | 7              | < 0,1 %  |
| бретрени                                      | 6              | < 0,1 %  |
| лютерани (Синодально-пресвітеріанська церква) | 6              | < 0,1 %  |
| не релігійні                                  | 6              | < 0,1 %  |
| мусульмани                                    | 2              | < 0,1 %  |
| унітарії                                      | 2              | < 0,1 %  |
| старообрядці                                  | 1              | < 0,1 %  |
| лютерани                                      | 1              | < 0,1 %  |
| атеїсти                                       | 1              | < 0,1 %  |
| не вказали релігію                            | 7              | < 0,1 %  |

## Відомі особистості
У місті народились:
- Теофіла Романович (1842–1924) — українська драматична акторка і керівничка театру "Руської бесіди" в Галичині.
- Анка Паргель (1957—2008) — румунська джазова співачка.

Проживали:
- Ольга Кобилянська — українська письменниця модерністка.